# هاشتاغ يونايتد
نادي هاشتاغ يونايتد لكرة القدم (بالإنجليزية: Hashtag United Football Club) هو ناد كرة قدم إنجليزي هاوٍ مقره في إسكس. تأسس عام 2016 وينافس حالياً في دوري إسثميان.

## وصلات خارجية
- الموقع الرسمي